# Maria Johanna von Aachen
Maria Johanna von Aachen (geboren als Maria Johanna Katharina Erika Elisabeth von Amboten) (* 21. April 1755 in Vechta, Hochstift Münster; † 21. Januar 1845 in Münster) war eine westfälische Schriftstellerin. (Pseudonyme: Maria; J.; J.v.A.; Johanna; Heimchen).

## Leben
Maria Johanna von Amboten wurde als Tochter des Majors Lewin Friedrich von Amboten geboren; er entstammte dem kurländischen Adelsgeschlecht Amboten und stand im Dienste des Hochstifts Münster. Im Jahre 1777 heiratete sie den selbst schriftstellerisch tätigen preußischen Hauptmann Klemens August von Aachen († 15. Juli 1808). Seit ihrer Hochzeit war auch sie schriftstellerisch tätig. Erste Gedichte und Aufsätze wurden meistens von anderen Personen dem Druck übergeben, da sie selbst nie daran dachte, ihre zumeist traurigen Gedichte zu veröffentlichen. Darin verarbeitete sie den Verlust all ihrer Kinder und ihres Mannes.
Sie förderte den Zeitschriftenherausgeber und Anthologisten Friedrich Raßmann und war Mitglied des literarischen Zirkels der Elisa von Ahlefeldt und Elise Rüdiger. Im Briefwechsel der Annette von Droste-Hülshoffs wird Maria Johanna von Aachen häufig erwähnt, in deren Lustspiel Perdu! (1840) möglicherweise in der Figur der Frau von Austen karikiert.

## Familie
Sie heiratete 1777 Klemens August von Aachen († 15. Juli 1808). Das Paar hatte mehrere Kinder:
- Ewald († 1816), Offizier
- Levin Friedrich († 1812), als Leutnant des 5. Westphälischen Linienregiment in Russland[2]
- Bernhardine (* 5. April 1793; † 17. März 1830) ⚭ 1825 Friedrich Karl von Schauroth (* 3. Mai 1790; † 16. Oktober 1861)[3]
- Sophie (* 1784; † 12. Oktober 1858) ⚭ 1816 Wilhelm Christoph Jakob August von Haas (1785–1855)

## Werke (Auswahl)
- Münstrische Monatsschrift 1785f., H. 1 und H. 3-11 [14 Ged., Pseud. J für Jeanette]
- Raßmann: Mimigardia 1811/1812 [5 Ged., Pseud. Maria]
- Raßmann: Taschenbuch für 1814 [1 Ged., Pseud. Maria]
- Grote/Raßmann: Thusnelda 1816 [4 Ged., Pseud. J]
- Raßmann: Sammlung triolettischer Spiele 1817 [3 Nachdr., Triolette]
- Hermann 1817 [1 Ged.] – Grote: Zeitlosen 1817 [4 Ged., Pseud. J.v.A.]
- Friedrich Philipp Wilmsen: Die Schönheit der Natur, geschildert von dt. Musterdichtern. Berlin 1817 [1 Ged.]
- Grote: Münsterländisches poetisches Taschenbuch 1818 [12 Ged.]
- Raßmann: Rhein.-Westf. Musenalmanach 1822 [3 Ged., Pseud. Heimchen]
- Rousseau: Westteutscher Musenalmanach 1823 [2 Ged.]
- Raßmann: Musenalmanach aus Rheinland und Westfalen 1823 [1 Ged., Pseud. Heimchen]
- Allg. Unterhaltungsblätter 1824-1835 [Ged.] – Rousseau: Göthes Ehrentempel 2, 1828 [2 Ged.]
- Coelestina 1838: Maria-Buchen. Eine Legende [Pseud. Johanna]
- Mindener Sonntagsbl. 1817, St. 21 [Ged.]
- Dresdner Abendztg. 1817, Nr. 133f., 245; Jg. 1818, Nr. 78, 107; Jg. 1823, Nr. 76 [Ged.]
- Schütz: Hausfreund 1820 [6 Ged.]
- Morgenbl. 1820, Nr. 1, 115, 131 [2 Ged., Charaden]
- Funcke: Rhein. Unterhaltungsbl. 1822, Nr. 48; Jg. 1823, Nr. 3 [Ged.]
- Unterhaltungsbl. für Stadt und Land 1836-1848 [mehrere Ged.]